# Børn er pissefarlige
Børn er pissefarlige er en dansk kortfilm fra 2004 instrueret af Diego Krogstrup.

## Handling
En dreng og en pige er på hver deres drabsmission. Ved et uheld kastes de i armene på hinanden og opdager begge, at de slet ikke vil slå ihjel. Desværre er deres bagmænd ikke af samme opfattelse, og de jagter nu børnene som er stukket af. Det er kun barnlig snilde og desperation, der får drengen og pigen helskindet gennem en dramatisk jagt og skudveksling, der nær koster dem begge livet...